# انسل الگورت
انسل الگورت (انگلیسی: Ansel Elgort؛ زادهٔ ۱۴ مارس ۱۹۹۴) بازیگر و موسیقی‌دان آمریکایی است. او حرفهٔ بازیگری خود را با بازی در فیلم ترسناک کری (۲۰۱۳) آغاز کرد و برای بازی در نقش یک بیمار سرطانی در فیلم عاشقانهٔ بخت پریشان (۲۰۱۴) و همچنین برای نقش مکملش در مجموعه سنت‌شکن (۲۰۱۴–۲۰۱۶) شهرت بیشتری به دست آورد. او در سال ۲۰۱۷ برای بازی در فیلم اکشن بیبی راننده نامزد دریافت جایزهٔ گلدن گلوب شد. او از آن زمان تاکنون در موزیکال داستان وست ساید (۲۰۲۱) و مجموعهٔ تلویزیونی جنایی فساد توکیو (۲۰۲۲) ایفای نقش کرده‌است .

## فیلم‌شناسی

### فیلم
| سال  | عنوان                  | نقش              | توضیحات    |
| ---- | ---------------------- | ---------------- | ---------- |
| ۲۰۱۳ | کری                    | تامی راس         |            |
| ۲۰۱۴ | سنت‌شکن                 | کالب پیرور       |            |
| ۲۰۱۴ | بخت پریشان             | آکوستوس واترز    |            |
| ۲۰۱۴ | مردان، زنان و کودکان   | تیم مونی         |            |
| ۲۰۱۵ | سنت‌شکن: شورشی          | کالب پیرور       |            |
| ۲۰۱۵ | شهرهای کاغذی           | میسن             | حضور کوتاه |
| ۲۰۱۶ | مجموعه سنت‌شکن: هم‌پیمان | کالب پیرور       |            |
| ۲۰۱۷ | بیبی راننده            | بیبی / مایلز     |            |
| ۲۰۱۷ | مجرم‌های نوامبر         | آدیسون اسکات     |            |
| ۲۰۱۸ | جاناتان                | جاناتان / جان    |            |
| ۲۰۱۸ | باشگاه پسران بیلیونر   | جو هانت          |            |
| ۲۰۱۹ | سهره طلایی             | تئودور «تئو» دکر |            |
| ۲۰۲۱ | داستان وست ساید        | تونی             |            |

### تلویزیون
| سال  | عنوان      | نقش          | توضیحات                 |
| ---- | ---------- | ------------ | ----------------------- |
| ۲۰۲۲ | فساد توکیو | جیک ادلستاین | همچنین تهیه‌کنندهٔ اجرایی |

## ترانه‌شناسی

### تک آهنگ
| سال  | عنوان                 |
| ---- | --------------------- |
| ۲۰۱۶ | تنها در خانه          |
| ۲۰۱۷ | دزد                   |
| ۲۰۱۷ | میتونی رو من حساب کنی |
| ۲۰۱۷ | همه فکر من تو هستی    |
| ۲۰۱۸ | سوپرنوا               |